# Hanka Paldum
Hanka Paldum (Čajniče, 28. travnja 1956.) je bosanskohercegovačka pjevačica sevdalinki i folk pjesama.

## Životopis
Rođena je 1956. u Čajniču u obitelji Muje i Pembe Paldum, istočna Bosna, gdje je provela prve godine svog života. U sedmoj godini se s obitelji seli u Sarajevo. Od prvog razreda osnovne škole je pjevala u školskom zboru. Često je nastupala kao solist na školskim priredbama, pjevajući sevdalinke. Na nagovor brata Smaila počela je pjevati za KUD Bratstvo, u kojem je on bio član. Nakon smrti oca upisala je Srednju trgovačku školu i uključila se u KUD Ivo Lola Ribar.
S 18 godina se prijavila i prošla na audiciji Radio Sarajeva, gdje je napravila prve snimke. To su bile sevdalinke, a prva koju je snimila bila je Moj beharu, ko li mi te bere. Pobjeda na festivalu pjevača amatera Pjevajmo danu mladosti omogućila joj je snimanje prve singl ploče "Pokraj puta rodila jabuka" 1975. godine za sarajevski Diskoton. Nakon toga je snimila singl ploču s dvije pjesme Ljubav žene i Burmu ću tvoju nositi uz pratnju Velikog narodnog orkestra Radio-televizije Sarajevo.
Kompozitor Mijat Božović joj je napisao pjesmu Zelene oči. Ta pjesma je postala veliki hit u tadašnjoj Jugoslaviji. Nedugo nakon toga nastupila je na Ilidžanskom festivalu s pjesmom Ja te pjesmom zovem. Nakon dugogodišnje veze s Muradifom Brkićem udala se za njega, a zatim je krenula i na veliku turneju kao gost Mehe Puzića. 1979. godine Muradif i Hanka osnivaju diskografsku kuću Sarajevo Disk. Milić Vukašinović, koji je snimio album svoje grupe Vatreni poljubac za njihovu diskografsku kuću, napisao je Hanki pjesmu Voljela sam, voljela koja je postala hit, a Hanka je dobila Oskar popularnosti za pjevačicu godine.
Nakon toga snima još jedan singl Odreću se i srebra i zlata, a 1980. izlazi joj prvi album Čežnja. Najveći hit s ovog albuma je bila pjesma Crne kose. Uslijedila je turneja po Jugoslaviji koja je počela u Beogradu, u Domu sindikata gdje je Hanka održala prvi solistički koncert. 1982. godine izlazi njen drugi album Sanjam kojem je autor bio Milić Vukašinović. Album je prodan u nakladi od preko milijun i pol primjeraka. Ponovno je uslijedila turneja širom Jugoslavije.
Godine 1983. za beogradski Jugodisk izdaje album Dobro došli prijatelji na kojem je autor glazbe i tekstam ponovno Milić Vukašinović. Singl Sjajna zvijezdo, a potom i album Tebi ljubavi izdaje 1984.
Godine 1984. s ansamblom Južni vetar snima album Nema kajanja. Kompozitor većine pjesama je Miodrag Ilić.
Na festivalu Vogošća 1986. pobjeđuje s pjesmom Bolno srce i izdaje istoimeni album, na kojem je obnovila suradnju s Milićem Vukašinovićem. Nakon nastupa na festivalu Ilidža s pjesmom Ne kuni ga majko, 1988. izlazi album Gdje si dušo čiji je autor Perica Simonović. Godine 1989. izlazi album Kani suzo izdajice na kojem surađuje s Ibrom Mangafićem. Na festivalu Vogošća pobjeđuje s pjesmom Pokloni mi noćas dušu, a 1990. izlazi album Vjetrovi tuge. Godine 1991. dobiva poziv od reditelja Benjamina Filipovića da se pojavi u filmu Praznik u Sarajevu.
U travnju 1992. godine u Sarajevu pojavila se pred skupštinom na građanskom prosvjedu protiv rata i otpjevala čuvene stihove: Musliman, Srbin i Hrvat, sve je to narod moj iz svoje pjesme Bosna je majka moja i na taj način izrazila nezadovoljstvo blokadom Sarajeva. Ratne godine provela je u opkoljenom Sarajevu, a 1993. bila je u žiriju izbora za miss opkoljenog Sarajeva. Po završetku rata, 1996. godine održava solistički koncert u dvorani Vatroslav Lisinski u Zagrebu. Godine 1999. izdala je album Nek’ je od srca na koje su autori pjesama bili Hari Varešanović, Alka Vuica, Amir Kazić Leo i drugi.
Album Džanum izlazi 2001. godine, a objavljuje ga i za područje Srbije. Godine 2003. izlazi album S kim si takav si, a 2004. dobiva zahvalnicu grada Sarajeva za osobno zalaganje i doprinos u području kulture. U studenom iste godine održala je solistički koncert u sarajevskoj Zetri. Gosti na koncertu bili su Alka Vuica, Halid Bešlić, Esma Redžepova, Saša Matić, Milić Vukašinović i Josipa Lisac koji su pjevali s Hankom u duetu.
Nastupa na Radijskom festivalu BiH u Tuzli s pjesmom Dođi i na festivalu zabavne glazbe Bihać 2006 na kojem izvodi pjesmu Ja nemam snage u duetu s autorom pjesme Don Almirom. Krajem 2006. izlazi album “Žena kao žena u izdanju Hayat produkcije. Autori nekih od pjesama su Nazif Gljiva, Milić Vukašinović, Zlatan Fazlić – Fazla, Al Dino i drugi. Neke pjesme s albuma su snimane u Njemačkoj.

## Diskografija

### Singlovi
- Burmu ću tvoju nositi / Ljubav žene (1973.)
- Još te volim / Živim za nas dvoje (1974.)
- Sve sam tebi dala / Voljela sam oči nevjerne (Zelene oči) (1974.)
- Ja te pjesmom zovem / Pokraj puta rodila jabuka(1975.)
- Plakat ću danas, plakat ću sutra / Ne vraćaj se više (1975.)
- Procvala ruža / Sunce grije (1975.)
- Vojnik na straži / Vrbas (1976.)
- Sve je prošlo kao pjesma / Gdje si srećo (1977.)
- Ti si mi sve / Dosta je bilo ljubavi (1978.)
- Voljela sam, voljela / Ispijmo jednu čašu (1979.)
- Odreću se i srebra i zlata / Potraži sreću (1979.)
- Nikad više / Kamo sreće da ga nisam srela (1981.)
- Sanjam / Uzalud mi tražiš oproštaj

### Albumi
- Iz Bosanske sehare (1979.)
- Sjajna zvijezdo – Narodni melos Bosne i Hercegovine (1980.)
- Čežnja (1980.)
- Sanjam (1982.)
- Dobro došli prijatelji (1983.)
- Tebi ljubavi (1984.)
- Nema kajanja (1985.)
- Bolno srce (1986.)
- Gdje si dušo (1988.)
- Kani suzo izdajice (1989.)
- Vjetrovi tuge (1990.)
- Uzalud behari mirišu (1992.)
- Stežem srce (1995.)
- Nek' je od srca (1998.)
- Džanum (2001.)
- S' kim si, takav si (2003.)
- Žena kao žena (2006.)
- Sevdahom kroz vrijeme (2007.)
- Hanka Uživo (2007.)
- Sevdah je ljubav (2008.)
- Što svaka žena sanja (2013.)

### Ostalo
- Sjajna Zvijezdo – narodni melos Bosne i Hercegovine (sevdalinke uz pratnju Omera Pobrića)
- Najljepše pjesme 1
- Najljepše pjesme 2
- Iz kulturne baštine BiH (Sejo Pitić i Hanka Paldum)

### DVD
- Hanka Paldum s prijateljima (sarajevska Zetra 2004.)

## Vanjske poveznice
- Hanka Paldum – službene stranice